# Carl Jacobsen Brostrøm

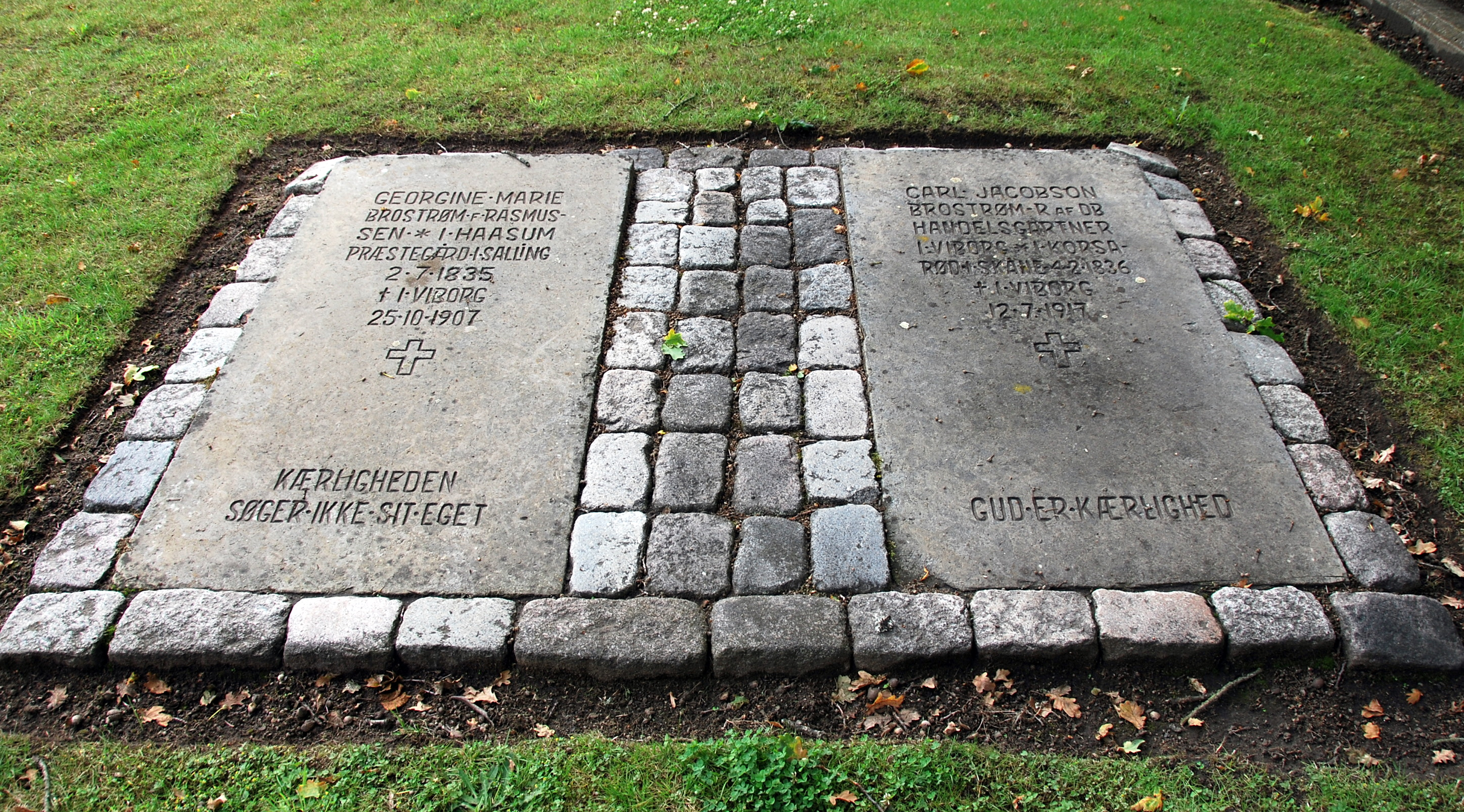
C.J. Brostrøms gravställe i Viborg.

Carl Jacobsen Brostrøm, född 4 februari 1836 i Korsaröd, Tjörnarps socken, död 12 juli 1917, var en svensk-dansk trädgårdsmästare.
Brostrøm sattes i trädgårdslära på en herrgård i Skåne och kom vid 18 års ålder till Danmark. År 1864 etablerade han sig som handelsträdgårdsmästare i Viborg. Hans plantskola var en av dåtidens största i sitt slag i Danmark. År 1910 övertogs rörelsen av två söner. Han framträdde även som författare och skrev mindre artiklar i fackpressen, men hans största förtjänst är hans medverkan vid stiftandet av Dansk Gartnerforening 1884. Han valdes straks till föreningens ordförande och innehade detta förtroendeuppdrag även efter att föreningen 1887 sammanslagits med Almindelig Gartnerforening och antagit namnet Almindelig dansk Gartnerforening. Han avgick dock 1898 och valdes till hedersordförande. År 1918 restes ett minnesmärke över honom vid Viborg.